# La Guerre aux papiers
La Guerre aux papiers est un roman de Charles-Ferdinand Ramuz publié en 1942.

## Historique
La Guerre aux papiers est un roman de Charles-Ferdinand Ramuz (1878 † 1947), publié en novembre 1942 chez Mermod, à Lausanne .
Pour ce roman, Ramuz s'inspire de la révolte des Bourla-Papey (terme vaudois, signifiant en français : « Brûle-Papiers »), soulèvement campagnard dans le Pays de Vaud. Des groupes de paysans armés, hostiles à un retour aux anciens droits féodaux, procèdent en 1802 à la destruction de nombreuses archives seigneuriales et communales.

## Résumé
Au début de 1802, au pied du Jura vaudois, Borchat, ancien soldat de quarante-deux ans, a bien du souci : il souhaiterait épouser Fanchette Centlivres, une travailleuse, “elle n'a plus de dents, mais elle a deux vaches”; ce qui arrondirait son petit bien! Mais, la Fanchette est rétive et de plus, le pays est en « fermentation ». On complote, on convoque, on brûle les papiers et registres... Pour éviter les embêtements, le vieux soldat se laisse enrôler et l'on marche sur Lausanne et sur Morges...

## Éditions en français
- La Guerre aux papiers, édition de 1942 par Mermod, à Lausanne.
- La Guerre aux papiers, édition de 1945 chez Grasset, à Paris.
- La Guerre aux papiers, édition de 1954 dans le t. XXI des Œuvres complètes aux Éditions Mermod, à Lausanne.
- La Guerre aux papiers, édition de 1988 chez Éditions Plaisir de Lire, à Lausanne.
- La Guerre aux papiers, édition numérique de la Bibliothèque Numérique Romande.